# Niclas Wahlgren
Niclas Hans Ivar "Nicke" Wahlgren (Estocolmo; 8 de julio de 1965) es un artista, presentador de televisión y actor sueco.

## Biografía
Es hijo de los actores suecos Hans Wahlgren y Christina Schollin, tiene tres hermanos: la actriz Pernilla Wahlgren, el actor Linus Wahlgren y el banquero Peter Wahlgren. 
Sus sobrinos son el actor y DJ sueco Oliver Ingrosso, el compositor Benjamin Wahlgren Ingrosso y la cantante Bianca Wahlgren Ingrosso, también es tío de Theodor Wahlgren, Linn Wahlgren, Colin Wahlgren y Hugo Wahlgren.
Sus abuelos paternos son los fallecidos actores suecos Ivar Wahlgren y Nina Scenna, y sus bisabuelos paternos son Carl August Wahlgren y Anna Amalia Mellgren-Wahlgren. Sus tíos paternos son el abogado Nils August Wahlgren y Elin Wahlgren Lignel.
Es pariente lejano de la actriz Helena Brodin y del ahora fallecido compositor Knut Brodin, por parte de su madre.
Niclas comenzó a salir con Mia Bodén, el 4 de septiembre de 1989 la pareja le dio la bienvenida a su primer hijo, Tim Hans Adam Wahlgren, sin embargo se separaron.
El 10 de marzo de 2010 se casó con la cantante Laila Cahling, el 21 de octubre de 2011 la pareja tuvo un hijo Kit Wahlgren, en el 2014 la pareja se separó y finalmente se divorciaron en el 2015.

## Carrera
En 1971 y con 5 años apareció en la película Vill så gärna tro donde interpretó a Claus, el hijo de Lillemor (Christina Schollin).
Entre 1983 y 1986 lanzó tres álbumes con canciones como Svart på vitt, I natt y Het lång sommarnatt.
En el 2000 se unió al elenco de la serie médica sueca Vita lögner donde dio vida a Stefan Jensen, hasta el 2001.
En 2001 prestó su voz para un personaje del dibujo animado Magnus och Myggan.
Ha escrito canciones para otros artistas como "Gula och blå" para el equipo de fútbol femenino de Suecia y "Baby I'm yours" para el cantante Ola Svenssons.
En 2004 lanzó el álbum "Utan tvekan" y al año siguiente en 2005 lanzó "Modiga dårar".
En el 2006 participó en el concurso de canto Melodifestivalen 2006 con la canción "En droppe regn" pero fue eliminado durante la segunda ronda de oportunidades.
En 2007 prestó su voz para el personaje del conductor de taxis Karl-Bertil Jonsson en la serie Myggan.
Ese mismo año lanzó los singlés Inatt (part 2) y Ta några steg.
Junto a Morgan "Mojje" Johansson escribió el guion y la música de los programas infantiles Nicke y Mojje y Nicke & Nilla.
En el 2009 concursó en el programa de baile Let's Dance donde concurso junto a la bailarina Let's Dance; la pareja quedó en quinto lugar.
Entre el 2011 y el 2013 fue presentador de la estación de radio "Lugna Favoriter".
Desde enero del 2014 es presentador del segmento Eftermiddagar med Niclas del programa de radio de Suecia, "RIX FM".

## Filmografía

### Series de televisión
| Año         | Título            | Personaje     | Notas          |
| ----------- | ----------------- | ------------- | -------------- |
| 2007        | Myggan            | Karl-Bertil   | 5 episodios    |
| 2001        | En ängels tålamod | Conny         | episodio # 2.1 |
| 2000 - 2001 | Vita lögner       | Stefan Jensen | -              |
| 1985        | Hemma hoz         | -             | miniserie      |

### Películas
| Año  | Título            | Personaje      | Notas |
| ---- | ----------------- | -------------- | --- |
| 1994 | Panik på kliniken | Jerry Broström | junto Puck Ahlsell, Ulf Dohlsten, Laila Westersund, Mona Seilitz, Inger Nilsson, Jill Ung y Christer Fjällström |
| 1971 | Vill så gärna tro | Claus          | junto Ingrid Backlin, Lars Lind, Åke Lindström, Helena Mäkelä, Johnny Nash, Jan Nygren y Christina Schollin     |

### Presentador
| Año  | Programa                | Notas                                  |
| ---- | ----------------------- | -------------------------------------- |
| 2013 | Fest hos Bagge Wahlgren | co-presentador - junto a Laila Cahling |

### Apariciones
| Año  | Programa    | Notas                                   |
| ---- | ----------- | --------------------------------------- |
| 2009 | Let's Dance | concursante - junto a Jeanette Carlsson |

### Teatro
| Año  | Título                 | Personaje     | Director         | Teatro              | Notas                                                     |
| ---- | ---------------------- | ------------- | ---------------- | ------------------- | --------------------------------------------------------- |
| 2002 | Pippi Longstocking     | -             | -                | Göta Lejon          | -                                                         |
| 2000 | Arnbergs korsettfabrik | Frank Sinatra | Hans Bergström   | Fredriksdalsteatern | junto a Linus Wahlgren, Eva Rydberg, Mia Poppe y Ewa Roos |
| 1993 | Panik på Kliniken      | -             | -                | Lisebergsteatern    | -                                                         |
| 1987 | Bröderna Lejonhjärta   | Jonathan      | Staffan Götestam | Göta Lejon          | junto a Linus Wahlgren                                    |
| -    | Blodsbröder            | -             | -                | -                   | -                                                         |